# Neo-noir
Neo-noir (tiếng Việt: phim đen hiện đại) là một thuật ngữ điện ảnh chỉ sự hồi sinh thể loại phim noir cổ điển. Thuật ngữ phim noir (phim đen) từng phổ biến vào năm 1955 bởi hai nhà phê bình Pháp là Raymond Borde và Étienne Chaumeton. Nó được áp dụng cho các bộ phim tội phạm trong những năm 1940 và 1950, hầu hết được sản xuất tại Hoa Kỳ. Theo đó, phim đen sử dụng môi trường hình ảnh Art Deco của những năm 1920/1930. Về mặt ngữ nghĩa, phim đen là một bộ phim đen tối, mô tả những thứ nham hiểm và vô thực, nhưng trên hết, nó thể hiện một phong cách điện ảnh hoàn toàn khác biệt. Dòng phim đen bao gồm các bộ phim hình sự Hollywood thời thượng, thường có một chút mưu kế đen tối đi kèm. Tương tự, Neo-noir hay phim đen mới có phong cách gần giống phim đen nhưng các chủ đề, nội dung, phong cách, yếu tố hình ảnh và truyền thông được cách tân so với phim đen gốc.
Các đạo diễn phim đen hiện đại thường sử dụng các yếu tố thường nhật trong phim đen (cổ điển) như nghiêng các góc quay, tương tác đặc thù giữa sáng và tối, bất cân bằng khung hình cũng như làm mờ ranh giới giữa tốt và xấu, đúng và sai. Ngoài ra, phim đem hiện đại còn sử dụng các mô típ theo chủ đề bao gồm trả thù, hoang tưởng và tha hóa.

## Định nghĩa
Neo-noir là một sự rút gọn của cụm từ 'new film noir' trong tiếng anh. Trong đó, tiền tố Hy Lạp neo (mới) được thêm vào phía trước từ gốc noir. Film noir vốn có bản chất là một từ tiếng Pháp, nên khi được sử dụng cô lập trong các cuộc thảo luận về phim, người ta hay gọi tắt là noir. Theo Mark Conard, neo-noir là "bất kỳ bộ phim nào đến sau phim noir cổ điển và mang dáng dấp cũng như sự nhạy cảm của noir". Định nghĩa khác cho rằng như neo-noir là thể loại phim tổng hợp một cách đa dạng các thể loại về sau những đâu đó vẫn giữ lại nền tảng cơ bản của một bộ phim noir.

## Lịch sử
Thuật ngữ " Phim noir " được nhà phê bình Nino Frank đặt ra vào năm 1946 và được hai nhà phê bình Pháp Raymond Borde và Etienne Chaumeton phổ biến vào năm 1955. Thuật ngữ này bắt đầu hồi sinh trở lại vào đầu những năm 1980.
Thời đại phim noir (phim đen kinh điển) bắt đầu từ những năm 1940 đến cuối những năm 1950. Các bộ phim lúc bấy giờ thường được chuyển thể từ tiểu thuyết hình sự của Mỹ, thường được biết đến với cái tên "hardboiled", nghĩa là cứng rắn, sắt đá. Nhiều tác giả đã lên tiếng bác bỏ, chỉ trích cách gọi này. Trong số đó có tác giả của hai cuốn tiểu thuyết hình sự nổi tiếng The Postman always Rings Twice (1934) và Double Indemnity (1943). Cả hai đều được chuyển thể thành phim. Cain (tác giả The Postman always Rings Twice) từng nói rằng: "Tôi không thuộc về trường học, khó tính hay nói cách khác, và tôi tin rằng cái gọi là trường học chỉ tồn tại chủ yếu trong trí tưởng tượng của các nhà phê bình, và có rất ít sự tương ứng trong thực tế ở bất kỳ nơi nào khác." 
Hầu hết phim truyền hình tội phạm của Mỹ hoặc phim kinh dị tâm lý, phim đen [a] có chủ đề, cốt truyện và nhiều yếu tố hình ảnh chung. Các nhân vật thường chiến đấu chống lại những kẻ phản diện, hoặc ở trong một tình huống ngặt nghèo buộc phải đưa ra lựa chọn giữa việc liều lĩnh hay dựa vào các quy chuẩn đạo đức. Về mặt kĩ xảo, các yếu tố trực quan bao gồm ánh sáng yếu, lợi dụng ánh sáng và bóng tối, đặt vị trí đặt camera một cách bất thường cùng hiệu ứng âm thanh đã giúp tạo ra một khung cảnh phim đặc biệt hoang tưởng và hoài cổ.
Vài bộ phim nổi tiếng trong thể loại phim đen cổ điển đã được thực hiện từ đầu những năm 1960. Những bộ phim này thường kết hợp cả hai yếu tố chủ đề và hình ảnh khiến người xem dễ dàng gợi nhớ đến phim đen. Cả hai thể loại kinh điển và tân cổ điển thường được sản xuất như những bộ phim độc lập.
Sau năm 1970, các nhà phê bình phim đã chú ý đến những bộ phim "neo-noir" như một thể loại riêng biệt. Thuật ngữ Noir và post-noir (chẳng hạn như " hard-boiled", "tân cổ điển" và tương tự) thường bị cả nhà phê bình và các học viên từ chối.
Robert Arnett tuyên bố: "Phim đen hiện đại đã trở nên vô định hình như một thể loại/phong trào nơi bất kỳ bộ phim nào đều đề cao có một thám tử hoặc tội phạm đủ tiêu chuẩn."  Nhà biên kịch và đạo diễn Larry Gross, cho rằng Alphaville, cùng với Point Blank (1967) của John Boorman và The Long Goodbye (1973) của Robert Altman (dựa trên tiểu thuyết năm 1953 của Raymond Chandler), là những phim đen hiện đại. Gross tin rằng những bộ phim này đã đi chệch khỏi quỹ đạo của phim đen cổ điển khi lột tả nhiều tính chất xã hội hơn là chú trọng vào khai thác tâm lý. Phim đen hiện đại có các nhân vật phạm tội bạo lực, nhưng không có động lực hay mô hình kể chuyện vốn có vẫn tồn tại trong phim đen cổ điển.
Phim đen thế hệ mới tác động rất lớn đến các bộ phim khác cùng thời với nó. Chẳng hạn, các tác phẩm của Quentin Tarantino dường như chịu ảnh hưởng lớn bởi City on Fires của Lâm Lĩnh Đông. Cụ thể, một bộ phim ra mắt tháng 10 năm 1992 của Tarantino là Reservoir Dogs bị ảnh hưởng bởi nhiều yếu tố từ phim đen.